# Aeroporto di Paulo Afonso
L'aeroporto de Paulo Afonso (IATA: PAV, ICAO: SBUF) è un aeroporto brasiliano che serve la città di Paulo Afonso nello Stato di Bahia, dalla quale dista circa 6 chilometri.
L'aeroporto, inaugurato nel 1972, sin dal 1980 è gestito da Infraero.